# Stationery Stores Football Club
Il Stationery Stores Football Club, noto anche semplicemente Stationery Stores, è una società di calcio nigeriana, con sede a Lagos.

## Storia
La squadra è stata fondata il 30 novembre 1957. La squadra nella sua storia ha vinto un Campionato nigeriano nel 1992, e quattro coppe nazionali nel 1967, 1968, 1982 e 1990.
Ha inoltre partecipato in tre occasioni alla Coppa Campioni d'Africa, raggiungendo le semifinali dell'edizione 1993, perse contro gli egiziani dello Zamalek, futuri campioni della competizione. Vanta inoltre tre partecipazioni alla Coppa delle Coppe d'Africa, raggiungendone la finale nell'edizione 1981, persa contro i camerunesi dell'Union Douala.
Nel 1993, l'anno successivo all'unico successo degli Stores in campionato, la squadra venne retrocessa, sparendo conseguentemente dal calcio che conta.

## Palmarès

### Competizioni nazionali
- Campionato nigeriano: 1

1992
- Coppa di Nigeria: 4

1967, 1968, 1982, 1990